# Cooum
Le Cooum est un fleuve côtier, coulant dans l’état du Tamil Nadu au sud-est de l'Inde, et se jetant dans le golfe du Bengale au niveau de la ville de Chennai.

## Géographie
D'une longueur de 65 km.

## Hydrologie
Son régime hydrologique est dit pluvial tropical à moussons.